# Ліцей № 46 ім. В’ячеслава Чорновола Львівської міської ради
Ліцей № 46 ім. В'ячеслава Чорновола Львівської міської ради — ліцей з поглибленим вивченням англійської мови, розташований на вулиці Науковій, 90.

## Історія
Навчальний заклад засновано у 1974 році. Статус спеціалізованої школи присвоєно 1997 року. 29 листопада 1999 року рішенням Кабінету Міністрів школі присвоєно ім'я Вячеслава Чорновола. Ухвалою міської ради від 25 січня 2018 року, щоб привести у відповідність типи та назви закладів згідно з законами «Про освіту» та «Про загальну середню освіту», школу перейменовано на Ліцей № 46 ім. В'ячеслава Чорновола Львівської міської ради.
У закладі діє Музей Вячеслава Чорновола.
Працює 97 вчителів, з них:
- спеціалістів вищої категорії — 36
- спеціалістів І категорії — 24
- спеціалістів ІІ категорії — 11
- спеціалістів — 26

## Відомі випускники
- Тарас Стецьків — Депутат Верховної Ради України
- Василь Сліпак — оперний співак, соліст Паризької національної опери, волонтер, учасник бойових дій під час війни на Сході України у складі добровольчих формувань, позивний «Міф». Загинув у бою поблизу Дебальцевого.
- Оксана Гнатишин — телеведуча на каналі НТА.
- Лідія Остринська — народна артистка України, театр імені Марії Заньковецької.